# 6. tankovska armada (Wehrmacht)
Za druge 6. armade glejte 6. armada.
6. tankovska armada (izvirno nemško 6. Panzer-Armee) je bila tankovska armada v sestavi Heera (Wehrmacht) med drugo svetovno vojno.

## Zgodovina
Bila je ena izmed armad izvajalk ardenske ofenzive leta 1944. 2. aprila 1944 je prešla pod Waffen-SS in se preimenovala v 6. SS-tankovsko armado.

## Vojna služba
| Datum                   | Nadrejeno poveljstvo  | Področje (vir) |
| oktober - december 1944 | BdE                   |                |
| december 1944           | Oberbefehlshaber West | Zahodna fronta |
| januar 1945             | Armadna skupina B     | Zahodna fronta |
| februar - april 1945    | BdE                   |                |

## Organizacija

### Stalne enote
- Panzer-Armee-Nachrichten-Regiment 6

### Dodeljene enote
16. december 1944
- II. SS-Panzerkorps
- LXVI. Armeekorps
- I. SS-Panzerkorps

5. marec 1945
- II. SS-Panzerkorps
- XXXXIII. Armeekorps
- I. SS-Panzerkorps
- I. konjeniški korpus
- II. (madžarski) korpus

## Poveljstvo
Poveljnik
- SS-Oberstgruppenführer Josef Dietrich (26. oktober 1944 - 2. april 1945)

Načelnik štaba
- Generalporočnik Alfred Gause (14. september 1944 - 16. november 1944)
- SS-Brigadeführer Fritz Kraemer (16. november 1944 - 2. april 1945)